# إدغار ألان وولف
إدغار ألان وولف (بالإنجليزية: Edgar Allan Woolf)‏ هو كاتب أغاني وكاتب سيناريو وكاتب مسرحي وشاعر أمريكي، ولد في 25 أبريل 1881 في نيويورك في الولايات المتحدة، وتوفي في 9 ديسمبر 1948 في لوس أنجلوس في الولايات المتحدة.

## وصلات خارجية
- إدغار ألان وولف على موقع IMDb (الإنجليزية)
- إدغار ألان وولف على موقع ألو سيني (الفرنسية)
- إدغار ألان وولف على موقع ميوزك برينز (الإنجليزية)
- إدغار ألان وولف على موقع أول موفي (الإنجليزية)
- إدغار ألان وولف على موقع قاعدة بيانات برودواي على الإنترنت (الإنجليزية)
- إدغار ألان وولف على موقع قاعدة بيانات برودواي على الإنترنت (الإنجليزية)
- إدغار ألان وولف على موقع قاعدة بيانات الأفلام السويدية (السويدية)
- إدغار ألان وولف على موقع ديسكوغز (الإنجليزية)
- إدغار ألان وولف على موقع قاعدة بيانات الفيلم (الإنجليزية)
- إدغار ألان وولف على موقع كينوبويسك (الروسية)